# Botskor Lóránt

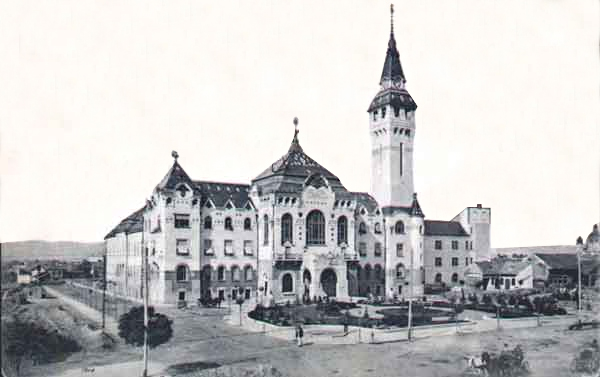
1942–1944 között Marosvásárhelyen csendőralezredesként szolgált

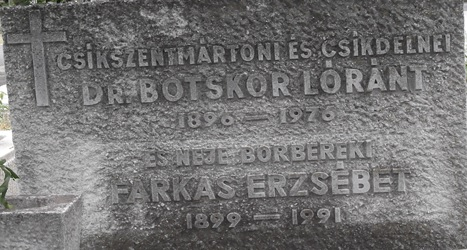
Botskor Lóránt (1896–1976) és felesége Farkas Erzsébet (1899–1991) sírja a Farkasréti temetőben. 37/1/11/1/48. Védett sír 2014.

Botskor Lóránt (Segesvár, 1896. február 7. – Budapest, 1976. május 21.) csendőralezredes, a marosvásárhelyi zsidó gettóból hatvan szombatos megmentője (1944 májusában).

## Ősei családja
Botskor Lóránt szülei: Botskor Árpád (Csíkdelne, 1850. május 3. – Segesvár, 1927. június 26.) és Ajtay Adél. (1858. november 29.– 1945. január 16.) Esküvő: 1881. május 15. Botskor Árpád Királyi műszaki főtanácsos volt.
Botskor Árpádnak és Ajtay Adélnak négy fia és két leánya született. A hatodik, legfiatalabb gyermek volt Dr. Botskor Lóránt. Felesége: borbereki Farkas Erzsébet (1899. október 20. – 1991), esküvő: 1925. Gyermekei: 
- Botskor Erzsébet (1929. május 28. – 1986. augusztus 21.) – férje Szabó Ferenc (1920. október 6.– 1964. március 15.); Esküvő 1951 február 24. Szabó Ferenc szülei Szabó Géza és Bujtor Mária
- Botskor Judit (1933. július 3. – 1989. július 13.) – férje Száva István. esküvő 1959. június 11. Száva István szülei: Száva Gergely és Puskás Aranka (1925 június 11.– 2005 április 21.).

Botskor Lórántról és családjáról életrajzi adatok és fényképek megtekinthetők:

### Botskor Lóránt egyeneságú ősei
A Botskor Loránt által összeállított családfa (1958) alapján mindegyik Bocskor ősapja Bochkor Márton volt, akinek két fia ismert, Bálint és Péter. Bochkor Márton de Csík-Szent-Márton. (1535.– 1540. – †1602. előtt). Bochkor Márton 1569-ben mint lófő lustrált, Gyulafehérvárott 1570 III-ik hónapban nova donációt (új adományt) nyert II. János (János Zsigmond) választófejedelemtől Csíkszentmártonban (Hargita megyében), és Csíkszentgyörgyön, (Hargita megyében), amelyeket ő és elődei korábban békésen birtokoltak.

## Életpályája
Az adatok forrása: Állambiztonsági Szolgálatok Történeti Levéltára. Botskor Lóránt kérdésekre adott válaszai alapján. Iskolai végzettségei: gimnáziumi érettségi, államtudományi doktorátus. A Volksbundnak és SS-nek nem volt tagja.
Korábbi szolgálati beosztások: Szárung, 1921. március 8.– 1922. május 27.; Ráckeve, 1928. augusztus 1. – 1932. augusztus 15.;  Kecskemét, 1932. augusztus 15. – 1938. december 1.; Siklós, 1938. december 1. – 1940. szeptember 1.;  Esztergom, 1940. szeptember 1. – 1942.  december 15.; Marosvásárhely, 1942. december 15. – 1944. november 16.
1944 májusában a marosvásárhelyi zsidó táborból 60 bödözujfalusi szombatost, köztük zsidókat is kiszabadított.  Az eset részletes leírása és az igazoló iratok, aláírások az Országos Széchényi Könyvtár Kézirattárában őrzött (Analekta 11.134: Botskor Lóránt: Erdélyi bözödújfalui székely szombatosok megmentése 1944. évben” című) dokumentumgyűjteményben megtalálhatók. „Alulírottak, akik 1944. április és május hónapban, mint szombatos zsidók Bözödújfaluból a marosvásárhelyi gettóba hurcoltattunk, kijelentjük, hogy dr. Botskor Lóránt csendőralezredes közülünk mintegy hatvan internált személyt saját felelősségére szabadlábra helyezett, és vagyonunkat, életünket, gyermekeinket megmentette a biztos pusztulástól...” stb., stb. Bözödújfalu, 1946. augusztus 30. Aláírások. Hitelességüket igazolja többek közt Ráduly István László plébános.”  Budapest 1944 november 16.-1945 március 29. 1945 és 1950 között kapta a nyugdíjat, alkalmi munkát vállalt.
1951-ben lakását elvették, és családjával (felesége és Judit leánya) kitelepítették a Hortobágyra, ahonnan 1953-ban szabadultak. 
Botskor Lóránt és családjának kitelepítéséről az Állambiztonsági Szolgálatok Történeti Levéltárában találhatók iratok.

## Fontosabb kitüntetései
- Kormányzói dicsérő elismerés Magyar Koronás Ezüstérem, keskeny piros-fehér szegélyezésű sötét, smaragdzöld szalagon (katonai).
- III. oszt. Tiszti Katonai Szolgálati jelvény.
- Erdélyi emlékérem.
- Sebesültek érme 1 sávval.
- Károly Csapatkereszt.
- Bronz vitézségi érem.
- Háborús emlékérem a piros-fehér-zöld színű hadiérem szalagján, a kardokkal és sisakkal díszítve.
- Bolgár háborús emlékérem.
- Osztrák háborús emlékérem karddal.

## Botskor Lóránt sírja
A Nemzeti Emlékhely és Kegyeleti Bizottság a Farkasréti temetőben található sírhelyét (37/1-II-1-48) a Nemzeti sírkert részévé nyilvánította.

## A Botskor család története
Botskor de Csíkdelne et Csíkszentmárton. 134. T. 8. Nemessége ősi székely jogon alapszik. – (1614 évi Bethlen Gábor-féle nemesi összeírás Udvarhely vm. lt.). – Egyik ága címerében a bocskort használja. – Botskor Lászlónak 1789 évben használt c. p. – Gróf Teleki lt. Dipl. oszt. 881.
A fontosabb családfa levezetéseket Botskor Lóránt két munkájában összegezte.
A Botskorok ősei és számos leszármazottja a családnak Hargita megyében, Csíkszereda környéki falvakban élt és vallásuk katolikus volt. A család eredetének helye tehát Csíkszentmárton, Csíkszékben a nemek és ágak tartozását nem lehet megállapítani, így a Botskor név eredete is ismeretlen, az ősi személynevek közé sorolhatjuk. 
A monda szerint egy tatár betörés alkalmával a bekerített székely csapat megmenekülését egy Botskor ősnek köszönheti, mert indítványára a bocskorukat fordítva húzták fel, így a lábnyom a tatárokat félrevezette és így az egész székely csapat megmenekült. Így maradt a Botskor név a családra.